# Coccocarpia
Coccocarpia är ett släkte av lavar. Coccocarpia ingår i familjen Coccocarpiaceae, ordningen Peltigerales, klassen Lecanoromycetes, divisionen sporsäcksvampar och riket svampar.
| Coccocarpia | \| \| Coccocarpia palmicola \| \| \| \| \| \| Coccocarpia gallaicoi \| \| \| \| \| \| Coccocarpia microphyllina \| \| \| \| \| \| Coccocarpia neglecta \| \| \| \| \| \| Coccocarpia prostrata \| \| \| \| |
|             | \| \| Coccocarpia palmicola \| \| \| \| \| \| Coccocarpia gallaicoi \| \| \| \| \| \| Coccocarpia microphyllina \| \| \| \| \| \| Coccocarpia neglecta \| \| \| \| \| \| Coccocarpia prostrata \| \| \| \| |
|             | Spilonema |
|             | |
|             | Coccocarpia palmicola |
|             | |
|             | Coccocarpia gallaicoi |
|             | |
|             | Coccocarpia microphyllina |
|             | |
|             | Coccocarpia neglecta |
|             | |
|             | Coccocarpia prostrata |
|             | |

|  | Coccocarpia palmicola     |
|  |                           |
|  | Coccocarpia gallaicoi     |
|  |                           |
|  | Coccocarpia microphyllina |
|  |                           |
|  | Coccocarpia neglecta      |
|  |                           |
|  | Coccocarpia prostrata     |
|  |                           |

## Källor

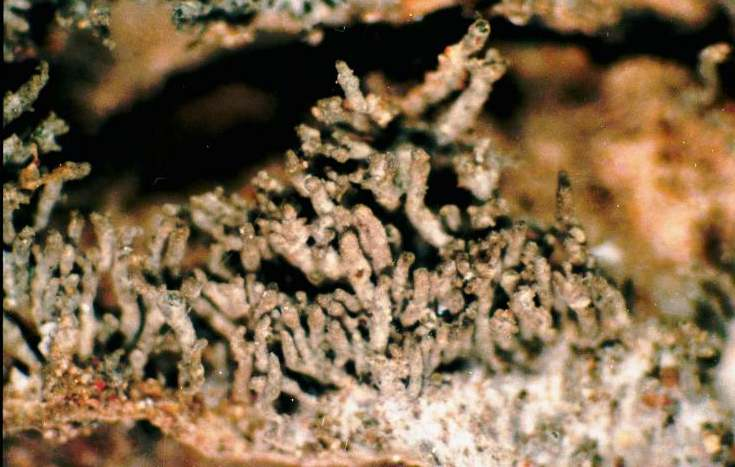